# Geoesquema de las Naciones Unidas para Oceanía
La siguiente es una lista alfabética de subregiones en el geosquema de las Naciones Unidas para Oceanía.
Oceanía
Oceanía geopolítica.
| Área                 | 8,525,989 km² |
| Población            | 38 304 000 (2013, 6.º) |
| Gentilicio           | Oceánico |
| Países               | 14 Asociados (2) |
| Dependencias         | 21 |
| Husos horarios       | UTC+14 (Kiribati) a UTC-11 (Samoa americano & Niue) (Del oeste a Del este) |
| Ciudades más grandes | Ciudades en Oceanía Sídney Melbourne Brisbane Perth Auckland Adelaida Gold Coast Honolulu Canberra Newcastle Port Moresby Wellington Christchurch Sunshine Coast Wollongong Hobart Geelong Townsville Suva Hamilton |

## Subregiones según la División Estadística de las NN. UU.
| Subregión                 | País y Capital                                                                                             |
| ------------------------- | --- |
| Australia y Nueva Zelanda | Australia - Mancomunidad de Australia Capital: Canberra                                                    |
| Australia y Nueva Zelanda | Isla de Navidad - Territorio de Isla de Navidad (Australia) Capital: Flying Fish Cove                      |
| Australia y Nueva Zelanda | Islas Cocos - Territorio de Islas Cocos (Australia) Capital: West Island                                   |
| Australia y Nueva Zelanda | Nueva Zelanda Capital: Wellington                                                                          |
| Australia y Nueva Zelanda | Isla Norfolk – Territorio de Isla Norfolk (Australia) Capital: Kingston                                    |
| Melanesia                 | Fiyi – República de Fiyi Capital: Suva                                                                     |
| Melanesia                 | Nueva Caledonia (Francia) Capital: Nouméa                                                                  |
| Melanesia                 | Papúa Nueva Guinea – Estado Independiente de Papúa Nueva Guinea Capital: Puerto Moresby                    |
| Melanesia                 | Islas Salomón Capital: Honiara                                                                             |
| Melanesia                 | Vanuatu – República de Vanuatu Capital: Port Vila                                                          |
| Micronesia                | Guam (EE. UU.) Capital Capital: Agaña                                                                      |
| Micronesia                | Kiribati – República de Kiribati Capital: Tarawa Sur                                                       |
| Micronesia                | Islas Marshall – República de las Islas Marshall Capital: Majuro                                           |
| Micronesia                | Estados Federados de Micronesia – Estados Federados de Micronesia Capital: Palikir                         |
| Micronesia                | Nauru – República de Nauru Capital: Yaren(no oficial, sede del Parlamento)                                 |
| Micronesia                | Islas Marianas del Norte – Estado Libre Asociado de las Islas Marianas del Norte (EE. UU.) Capital: Saipán |
| Micronesia                | Palaos – República de Palaos Capital: Ngerulmud                                                            |
| Polinesia                 | Samoa Americana (EE. UU.) Capital: Pago Pago                                                               |
| Polinesia                 | Islas Cook (Nueva Zelanda) Capital: Avarua                                                                 |
| Polinesia                 | Polinesia Francesa (Francia) Capital: Papeete                                                              |
| Polinesia                 | Hawái (Estados Unidos de América) Capital: Honolulu                                                        |
| Polinesia                 | Niue (Nueva Zelanda) Capital: Alofi (Niue)                                                                 |
| Polinesia                 | Islas Pitcairn (Reino Unido) Capital: Adamstown                                                            |
| Polinesia                 | Samoa – Estado Independiente de Samoa Capital: Apia                                                        |
| Polinesia                 | Tokelau (Nueva Zelanda) Capital: Atafu                                                                     |
| Polinesia                 | Tonga – Reino de Tonga Capital: Nukualofa                                                                  |
| Polinesia                 | Tuvalu Capital: Funafuti                                                                                   |
| Polinesia                 | Wallis y Futuna – Colectividad de Wallis y Futuna (Francia) Capital: Mata-Utu                              |